# Символ на Шлефли
Символът на Шлефли е комбинаторна характеристика от вида {\displaystyle \{p,q,r,...\}} за описване на правилни многостени във всички измерения. Наречен е на името на швейцарския математик Лудвиг Шлефли (1814–1895),:с. 143 който обобщава евклидовата геометрия до повече от три измерения и описва всички правилни многостени в  евклидовото пространство с произволни измерения.

## Определение
Символът на Шлефли е рекурсивно описание:с. 129, започващо с {p} за p-странен правилен многоъгълник, който е изпъкнал. Например {3} е равностранен триъгълник, {4} е квадрат, {5} – изпъкнал правилен петоъгълник и т. н.
Правилните звездни многоъгълници не са изпъкнали и техните символи на Шлефли {p/q} съдържат несъкратими дроби p/q, където p е броят на върховете, а q е плътността на многоъгълника (броят на завъртанията около центъра на n-ъгълника, които се правят при начертаването му с n прави линии). Например {5⁄2} е пентаграма (петолъчна звезда), а {5⁄1} е правилен петоъгълник; {9⁄2} е енеааграма (деветолъчна звезда), а {9⁄1} е правилен деветоъгълник.
Правилен многостен, който има q странични стени правилни p-ъгълници около всеки връх, се определя с {p,q}. Например, кубът има 3 квадрата около всеки връх и се записва {4,3}.
Правилен четиримерен многостен с r {p,q} правилни многоъгълни стени около всеки ръб се записва {p,q,r}. Например, тесеракт се означава с {4,3,3} и има 3 куба {4,3} около всеки ръб.
Като цяло правилният многостен {p,q,r,...,y,z} има z {p,q,r,...,y} фасети около всяка страна, като страна е: връх в тримерен многостен, ръб в четиримерен многостен, стена в 5-мерен многостен и (n-3)-фасета в n-мерен многостен.

## Примери
| Размерност на пространството | Символ на Шлефли              | Многостен                |
| ---------------------------- | ----------------------------- | ------------------------ |
| {\displaystyle 1}            | {\displaystyle \{\}}          | Отсечка                  |
| {\displaystyle 2}            | {\displaystyle \{3\}}         | Правилен триъгълник      |
| {\displaystyle 2}            | {\displaystyle \{4\}}         | Правилен четириъгълник   |
| {\displaystyle 2}            | {\displaystyle \{5\}}         | Правилен петоъгълник     |
| {\displaystyle 2}            | {\displaystyle \{6\}}         | Правилен шестоъгълник    |
| {\displaystyle 2}            | {\displaystyle \{n\}}         | Правилен n-ъгълник       |
| {\displaystyle 3}            | {\displaystyle \{3,3\}}       | Правилен тетраедър       |
| {\displaystyle 3}            | {\displaystyle \{4,3\}}       | Куб                      |
| {\displaystyle 3}            | {\displaystyle \{3,4\}}       | Октаедър                 |
| {\displaystyle 3}            | {\displaystyle \{3,5\}}       | Правилен икосаедър       |
| {\displaystyle 3}            | {\displaystyle \{5,3\}}       | Правилен додекаедър      |
| {\displaystyle 4}            | {\displaystyle \{3,3,3\}}     | Петоклетъчник            |
| {\displaystyle 4}            | {\displaystyle \{4,3,3\}}     | Тесеракт                 |
| {\displaystyle 4}            | {\displaystyle \{3,3,4\}}     | Шестнадесетоклетъчник    |
| {\displaystyle 4}            | {\displaystyle \{3,4,3\}}     | Двадесетичетириклетъчник |
| {\displaystyle 4}            | {\displaystyle \{5,3,3\}}     | Стоидвадесетоклетъчник   |
| {\displaystyle 4}            | {\displaystyle \{3,3,5\}}     | Шестстотиноклетъчник     |
| {\displaystyle \geq 5}       | {\displaystyle \{3,...,3\}}   | Симплекс                 |
| {\displaystyle \geq 5}       | {\displaystyle \{3,...,3,4\}} | Хипероктаедър            |
| {\displaystyle \geq 5}       | {\displaystyle \{4,3,...,3\}} | Хиперкуб                 |